# Сплюшка калімантанська
Сплюшка калімантанська (Otus lempiji) — вид совоподібних птахів родини совових (Strigidae). Мешкає в Південно-Східній Азії.

## Опис

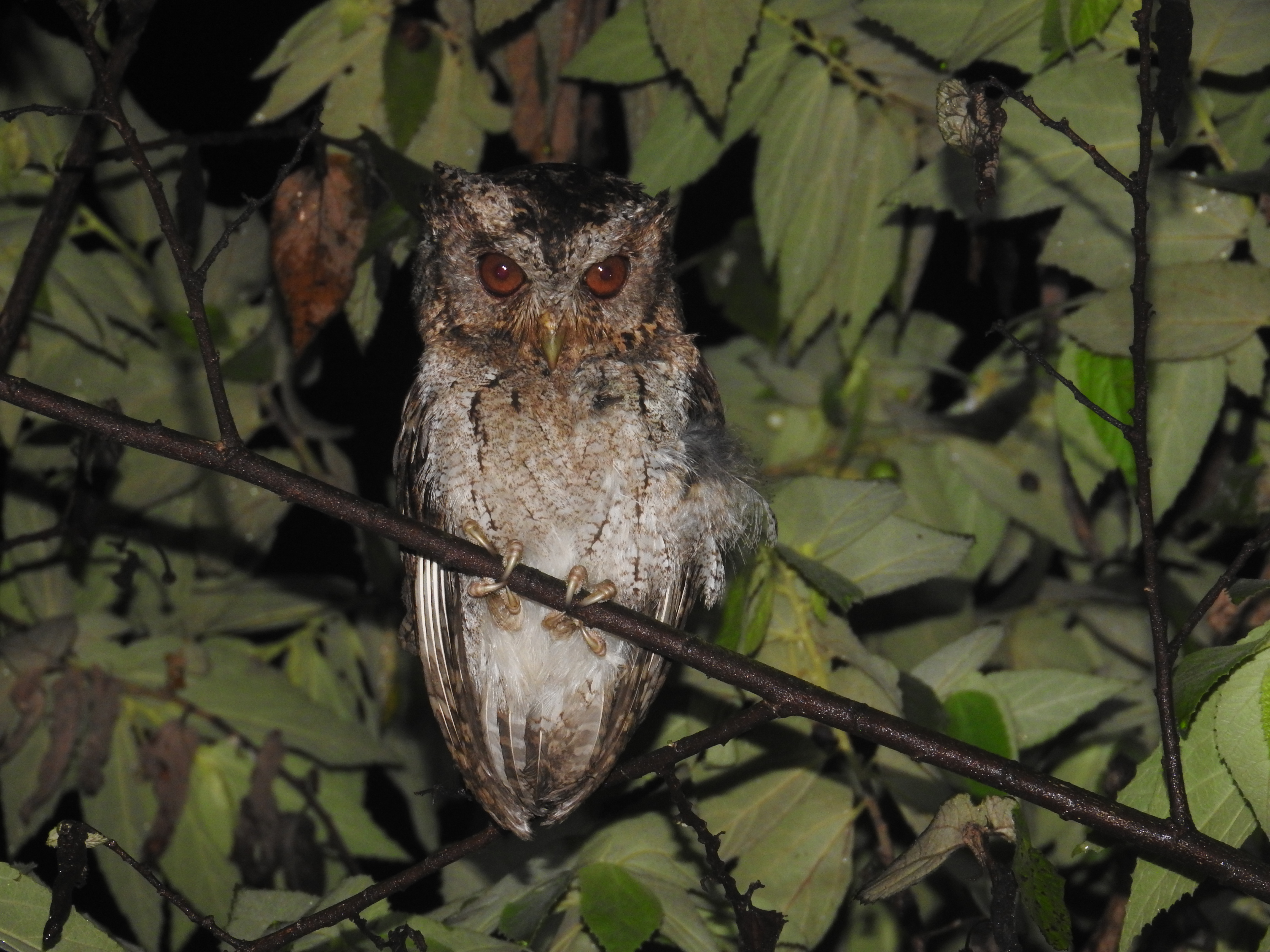
Калімантанська сплюшка (Національний парк Халімун-Салак, Ява)

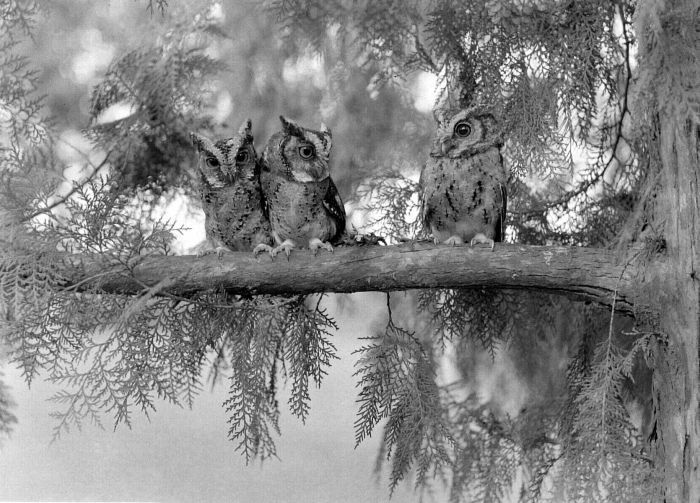
Калімантанські сплюшки

Довжина птаха становить 23-25 см, вага 100-170 г. Забарвлення існує в сірувато-коричневій, бурій і рудуваті морфах з великою індивідуальною мінливістю і перехідними формами. На голові помітні пір'яні "вуха" з чорними краями. Очі темно-карі, іноді оранжево-жовті, дзьоб білувато-жовтий, лапи оперені, пальці білуваті або рожево-сірі, кігті темні, коричнюваті. Голос — гучні, висхідні крики «вууп, вуууп», які повторюються через 10-15 секунд.

## Підвиди
Виділяють три підвиди:
- O. l. lempiji (Horsfield, 1821) — Малайський півострів, острови Суматра, Банка і Белітунг, Ява, Балі, Калімантан, північні острови Натуна[en];
- O. l. kangeanus Mayr, 1938 — острови Канґеан[en];
- O. l. lemurum Deignan, 1957 — північ Калімантану (Саравак).

## Поширення і екологія
Калімантанські сплюшки мешкають в Малайзії, Індонезії і Брунеї. Вони живуть у вологих рівнинних і гірських тропічних лісах, на плантаціях, в парках і садах, на висоті до 2000 м над рівнем моря. Живляться комахами, іноді дрібними хребетними, зокрема ящірками і птахами. Сезон розмноження триває з січня по квітень, іноді до кінця липня. Гніздяться в дуплах дерев, в кладці 3 яйця.

## Збереження
МСОП класифікує стан збереження цього виду як близький до загрозливого. Суматранські сплюшки є досить рідкісними птахами, яким загрожує знищення природного середовища.